# Kattalin Stahl
Kattalin Stahl (* 10. Mai 2001 in München) ist eine Schweizer Fussballspielerin. Sie stand zuletzt beim FC Zürich Frauen unter Vertrag und gehört zum Kader der Schweizer Nationalmannschaft.

## Karriere

### Verein
Stahl begann im Alter von neun Jahren auf Klubebene Fussball zu spielen. Zunächst spielte sie beim FC Saint-Paul in Genf, später wechselte sie innerhalb der Stadt zum FC Champel und zum FC Meyrin. Bis zur U-15 spielte sie hauptsächlich mit Jungs. 2017 stieg sie ganz auf den Frauenfussball um. Sie begann bei den U-17-Frauen des BSC Young Boys, nach wenigen Monaten wurde sie in die U-19 von YB/Wyler aufgenommen, mit der sie gegen die besten Nachwuchsteams der Schweiz antreten konnte. Auf die Saison 2018/19 hin wurde sie ins NLA-Team der YB Frauen aufgenommen. Sie kam in der ersten Saisonhälfte achtmal zum Einsatz und spielte dabei sechsmal über die ganze Spielzeit. Auch während ihrer Zeit in Bern hatte sie weiterhin bei ihren Eltern in Chouleux bei Genf gewohnt und unter der Woche beim FC Etoile Carouge trainiert. Im Februar 2019 wechselte sie noch während der Winterpause zurück in ihre Heimatstadt zu Servette FC Chênois Féminin. Nach einem halben Jahr ging sie für drei Jahre in die USA. Sie studierte an der Stanford University und spielte für das College-Team Stanford Cardinal. Gleich in ihrem ersten Jahr gewann sie mit ihrem Team die NCAA-Championship und die Pac-12-Championship. Im Sommer 2022 kehrte sie in die Schweiz zurück und schloss sich wiederum dem FC Servette an. Mit diesem Verein spielte sie auch erstmals in der Women’s Champions League und gewann den Schweizer Cup. Auf die Saison 2023/24 hin wechselt sie zum FC Zürich Frauen. Sie unterschrieb einen Vertrag für ein Jahr. Verletzungsbedingt bestritt sie in dieser Saison keine Spiele. Der Vertrag wurde nicht verlängert.

### Nationalmannschaft
Stahl spielte in der U-16 und der U-17-Auswahl der Schweiz. Als eine von nur zwei Spielerinnen mit Jahrgang 2001 wurde sie auch ins Kader für die U-19-Europameisterschaft im Juli 2018 in der Schweiz berufen. Sie spielte in allen drei Spielen über die volle Spielzeit. Das Schweizer Team schied nach der Vorrunde aus, Kattalin Stahl überzeugte jedoch mit ihren Leistungen und galt als Entdeckung des Turniers. Sie wurde im Anschluss daran auch in das Nachwuchsförderungsprojekt «Footura» des Schweizerischen Fussballverbands aufgenommen.
Nach ihrer Rückkehr aus den USA wurde Stahl im September 2022 erstmals von Nationaltrainer Nils Nielsen für die A-Nationalmannschaft aufgeboten. Am 11. November 2022 kam sie in einem Freundschaftsspiel gegen Dänemark erstmals zu einem Teileinsatz. Sie wurde in der 85. Minute eingewechselt. Dieses Spiel wurde jedoch nur als inoffizielles Testspiel gewertet, da mehr als sechs Auswechslungen vorgenommen wurden. So hat Kattalin Stahl bislang offiziell noch kein Länderspiel bestritten.

## Erfolge
- Gewinn der amerikanischen College-Meisterschaft (NCAA): 2019 (mit Stanford Cardinal)
- Gewinn der Pac-12-Meisterschaft: 2019 (mit Stanford Cardinal)
- Schweizer Pokal: 2023 (mit Servette FC)

## Persönliches
Kattalin Stahl ist in München geboren und in Genf aufgewachsen. Ihr Vater ist Deutscher, ihre Mutter US-Amerikanerin. Sie besitzt sowohl die deutsche als auch die Schweizer Staatsbürgerschaft. Sie hat an der Ecole Moser in Chêne-Bougeries bei Genf die Matura erworben und an der Stanford University Management Science and Engineering studiert. Während ihres Studiums hat sie mehrere Auszeichnungen für ihre Leistungen erhalten.